# جون دبليو. إي. بوين سينيور
جون دبليو. إي. بوين سينيور (بالإنجليزية: John Wesley Edward Bowen)‏ هو باحث في تاريخ العصور الكلاسيكية وأستاذ جامعي أمريكي، ولد في 3 ديسمبر 1855 في نيو أورلينز في الولايات المتحدة، وتوفي في 20 يوليو 1933 في أتلانتا في الولايات المتحدة.